# Walter George Dürst
Walter George Dürst, trascritto anche come Walter George Durst (San Paolo, 15 giugno 1922 – San Paolo, 24 agosto 1997), è stato uno sceneggiatore, autore televisivo e regista brasiliano.

## Biografia
Sua madre discendeva da portoghesi, mentre il padre era svizzero. Walter George Dürst crebbe in un ambiente familiare non idilliaco, a causa dell'estrema severità del padre. Aveva otto anni quando i genitori si separarono, col padre che poco dopo tornò definitivamente in Europa.
Intellettuale politicizzato, esordì come autore radiofonico subito dopo la fine della seconda guerra mondiale, a Rádio Cultura, per la quale tra l'altro produsse il programma Universidade no Ar. Negli anni Cinquanta si impegnò per il grande schermo in regie e sceneggiature. Successivamente adattò vari testi teatrali per lo spettacolo televisivo Vanguarda, realizzato da Rede Tupi, e sempre per quest'emittente portò in scena opere di Plauto e Terenzio sotto la supervisione di Glória Magadan. Operò poi nel 1963 a TV Excelsior, che era allora agli albori, per la quale realizzò il programma Teatro 63, quindi per Rede Bandeirantes, collaborando col Teatro Cacilda Becker. In seguito divenne sceneggiatore di telenovelas, lavorando in tale veste per Rede Bandeirantes, Rede Manchete, SBT e soprattutto TV Globo: tra quelle più note, Gabriela, Terre sconfinate, Anarchici grazie a Dio, Os ossos do barão.
Morì il 24 agosto 1997, all'età di 75 anni, per un tumore midollare estesosi alla colonna vertebrale.

## Vita privata
Era sposato con l'attrice Barbara Fazio, che lavorò con lui in più occasioni e gli dette due figli, Marcelo ed Ella.

## Filmografia parziale

### Cinema
- Toda a Vida em Quinze Minutos (1953, sceneggiatore)
- A Carrocinha (1955, sceneggiatore)
- O Sobrado (1956, regista e sceneggiatore)
- Paixão de Gaúcho (1957, regista e sceneggiatore)